# Klaus-Peter Klaiber
Klaus-Peter Klaiber (* 21. Juni 1940 in Stuttgart) ist ein ehemaliger deutscher Diplomat, der zwischen 2001 und 2002 EU-Sonderbeauftragter für Afghanistan sowie anschließend von 2002 bis 2005 Botschafter in Australien war.

## Leben
Klaiber, Sohn des ersten Chefs des Bundespräsidialamtes und späteren Botschafters Manfred Klaiber, begann nach dem Abitur 1959 ein Studium der Rechtswissenschaften an der Rheinischen Friedrich-Wilhelms-Universität Bonn sowie der Eberhard Karls Universität Tübingen, das er 1964 mit dem Ersten Juristischen Staatsexamen abschloss. 1967 erfolgte seine Promotion zum Dr. jur. an der Johannes Gutenberg-Universität Mainz mit der Dissertation Die Aufhebung von Verwaltungsakten im französischen Recht. Zugleich schloss er 1967 ein postgraduales Studium der Fächer Wirtschaftswissenschaften und Geschichtswissenschaften am Genfer Hochschulinstitut für internationale Studien ab.
1968 begann Klaiber den Vorbereitungsdienst für den höheren Auswärtigen Dienst und war nach dessen Abschluss zwischen 1970 und 1971 zunächst im Auswärtigen Amt in Bonn tätig und anschließend von 1971 bis 1973 Dritter Sekretär der Botschaft in Zaire. Nachdem er von 1973 bis 1977 stellvertretender Leiter der Aus- und Fortbildungsstätte des Auswärtigen Amtes in Bonn war, fand er zwischen 1977 und 1980 Verwendung als Erster Sekretär in der Politischen Abteilung der Botschaft in den USA sowie daraufhin von 1980 bis 1982 Ständiger Vertreter des Botschafters in Kenia.
Nach seiner Rückkehr nach Deutschland wurde Klaiber 1982 stellvertretender Leiter des Referats für Europäische Politische Zusammenarbeit im Auswärtigen Amt und war im Anschluss zwischen 1985 und 1988 stellvertretender Leiter des Ministerbüros von Bundesaußenminister Hans-Dietrich Genscher. 1988 wurde er Gesandter und Leiter der Politischen Abteilung der Botschaft im Vereinigten Königreich sowie anschließend von 1991 bis 1994 Leiter der Unterabteilung Sicherheitspolitik im Auswärtigen Amt, ehe er zwischen 1994 und 1997 Leiter des Planungsstabes des Auswärtigen Amtes in Bonn war.
Danach wurde Klaiber 1997 Beigeordneter Generalsekretär und Direktor der Politischen Abteilung des Internationalen Stabes der NATO in Brüssel. Im Anschluss wurde er 2001 erster Sonderbeauftragter der Europäischen Union für Afghanistan und sollte in dieser Funktion den Aufbau der vereinbarten Übergangsregierung und die Einrichtung demokratischer Institutionen unterstützen. Er bekleidete diese Funktion bis zu seiner Ablösung durch Francesc Vendrell 2002.
Zuletzt wurde Klaiber 2002 als Nachfolger von Horst Bächmann Botschafter der Bundesrepublik Deutschland in Canberra und verblieb auf diesem Botschafterposten bis zu seiner Versetzung in den Ruhestand 2005. Zugleich war er in dieser Funktion als Vertreter der Bundesrepublik in Nauru, Papua-Neuguinea, Salomonen und in Vanuatu akkreditiert. Sein Nachfolger als Botschafter wurde daraufhin im Juli 2005 Martin Lutz.
Klaiber ist Mitglied der Studentenverbindung Akademische Gesellschaft Stuttgardia Tübingen.
Er sitzt im Board of Directors der Global Panel Foundation - Worldwide.

## Veröffentlichung
- Die Aufhebung von Verwaltungsakten im französischen Recht. Dissertation Universität Mainz, 1967
- The European Union in Afghanistan: Lessons Learned. In: European Foreign Affairs Review, 2007, S. 7–11